# 1806 en Lorraine
Chronologie de la Lorraine
- 1802
- 1803
- 1804
- 1805
- 1806
- 1807
- 1808
- 1809
- 1810

Cette page est une liste d'événements qui se sont produits durant l'année 1806 en Lorraine.

## Événements

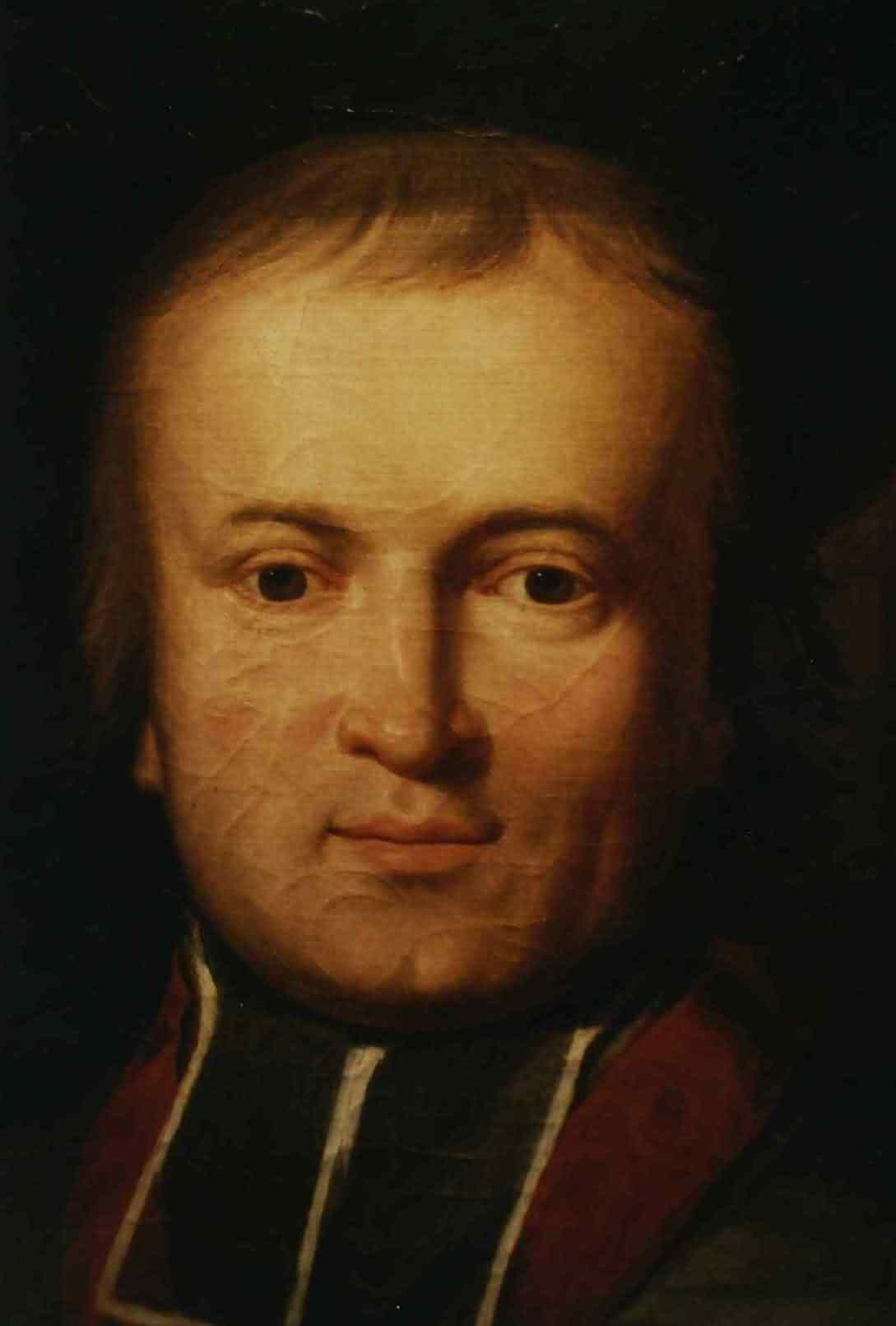
Gaspard-André Jauffret

- 5 juillet : John Heywood, pionnier de l'industrie textile dans les Vosges, et son associé Marmod créent une filature mécanique à Senones. C'est le début de l'industrie textile Vosgienne[1].
- 15 juillet : au cours d’une audience particulière, Napoléon Ier choisit Gaspard-André Jauffret comme aumônier et le nomme évêque de Metz et baron de l'Empire à la suite du décès de Pierre-François Bienaymé[2]..
- 8 décembre :  Gaspard-André Jauffret est sacré évêque de Metz par le cardinal Joseph Fesch et c’est la sœur de l'empereur Caroline, grande-duchesse de Berg qui lui fait présent de l'anneau pastoral.

## Naissances

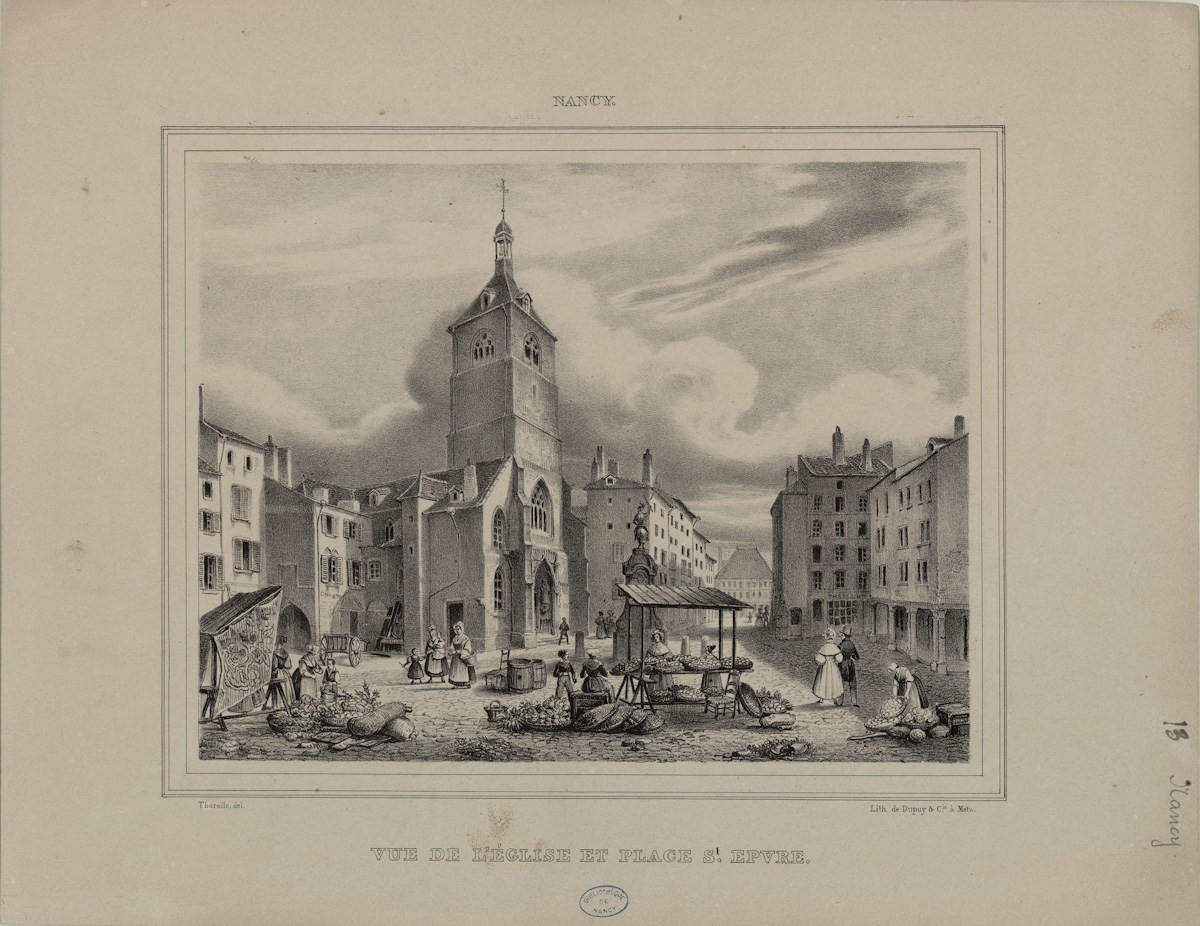
La place Saint-Epvre à Nancy par Jean-Joseph Thorelle

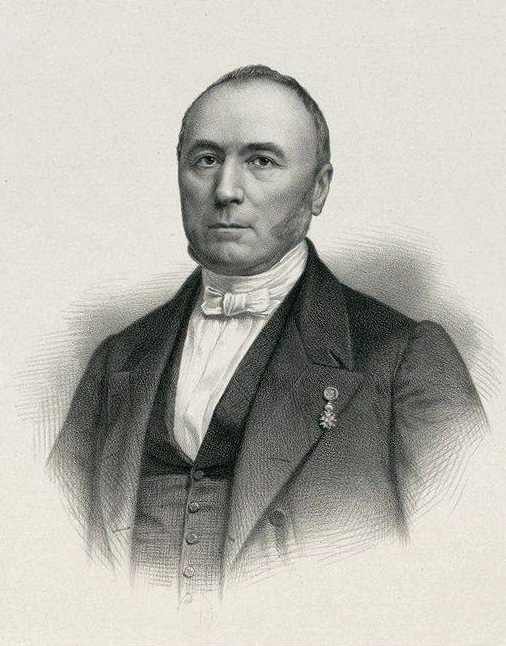
Jules Aymé de Laherliere.

- 7 janvier à Bar-le-Duc (Meuse) : Gaspard Launois, homme politique français décédé le 20 mars 1886 à Sorbey (Meuse).
- 14 février  à Charmes : Joseph François Malgaigne, mort le 10 janvier 1865 à Saint-Gratien (Val-d'Oise), médecin, chirurgien, anatomiste et historien de la médecine français. Il est le plus connu des médecins français venus assister l'armée polonaise pendant l'insurrection de 1830-1831.
- 16 avril à Épinal : Louis Félix-Dieudonné, baron de Ravinel, décédé le 19 septembre 1867 à Nossoncourt), militaire et homme politique français.
- 11 mai à Hennecourt (Vosges) : Jean-Joseph Thorelle, mort en 1889 à Nancy, peintre et graveur français, auteur de tableaux de genre et de fins dessins à la plume.
- 19 mai, Nancy : Étienne Ancelon est un homme politique français, décédé le 29 mars 1886 à Nancy.
- 3 juin à Velaines : Adalbert-Charles-Louis-Augustin, comte d'Hespel, décédé le  12 mai 1858 à Haubourdin), homme politique français.
- 14 juin à Médonville (Vosges) : Jules Aymé de la Herlière, homme politique français décédé le 9 avril 1887 à Neufchâteau (Vosges).
- 24 septembre à Sarreguemines : Jean Baptiste Philippe Barth, mort le 20 novembre 1877, médecin et pathologiste français.
- 1er décembre à Verdun : Félix Le Monnier dit Felice Le Monnier,  mort à Florence le 27 juin 1884, éditeur italien, d’origine française.

## Décès
- 6 février, à Metz : Pierre-François Bienaymé (1737-1806) a été évêque de Metz. Il est l'oncle du général Jean-Andoche Junot, cette parenté célèbre aurait influé sur sa nomination comme évêque[3].
- 6 mars à Longeville-lès-Metz : Jean-Baptiste Favart, né le 1er mars 1726 à Metz (Moselle), général de la révolution française.
- 17 juin à Metz : Hyacinthe Roger-Duprat, né le 20 novembre 1732 à Metz[4],[5], général de la Révolution française.
- 11 octobre à Nancy : François Laurent Tricotel, né le 17 septembre 1727 à Château-Salins, général de brigade de la Révolution française.